# Ken Durrett
Kenneth L. "Ken" Durrett (Pittsburgh, Pensilvania, 8 de diciembre de 1948-Wilkinsburg, Pensilvania, 7 de enero de 2001) fue un jugador de baloncesto estadounidense que disputó 4 temporadas en la NBA. Con 2,00 metros de estatura, jugaba en la posición de alero.

## Trayectoria deportiva

### Universidad
Jugó durante 3 temporadas con los Explorers de la Universidad de La Salle, en las que promedió 23,7 puntoas y 12,0 rebotes por partido. Fue elegido MVP de la denominada Philadelphia Big 5, una asociación de universidades de Filadelfia en los tres años que jugó.

### Profesional
Fue elegido en la cuarta posición del Draft de la NBA de 1971 por Cincinnati Royals, donde contó con muy pocas oportunidades de juego. En su única temporada en la ciudad apenas disputó 19 encuentros, en los que promedió 4,4 puntos y 2,1 rebotes por noche. Al año siguiente el equipo se trasladó a Kansas City y a Omaha, pasando a denominarse Kansas City-Omaha Kings, pero su aportación continuó siendo escasa. Mediada la temporada 1974-75 fue traspasado a Philadelphia 76ers, en el que sería su último año como profesional, y donde tampoco cambió su suerte, jugando poco más de 10 minutos por partido. en sus 4 años como profesional promedió 4,0 puntos y 1,9 rebotes por partido.

#### Estadísticas

##### Temporada regular
| Temporada | Edad | Equipo                  | Liga | P   | TIT | MIN  | TC  | TCA | %TC  | 3P | 3PA | %3P | TL  | TLA | %TL  | R.OF. | R.DEF. | REB | ASIS | ROB | TAP | PER | FP  | PTS |
| 1971-72   | 23   | Cincinnati Royals       | NBA  | 19  |     | 12.3 | 1.6 | 4.2 | .392 |    |     |     | 1.1 | 1.5 | .750 |       |        | 2.1 | 0.7  |     |     |     | 2.2 | 4.4 |
| 1972-73   | 24   | Kansas City-Omaha Kings | NBA  | 8   |     | 8.1  | 1.0 | 2.6 | .381 |    |     |     | 0.8 | 1.0 | .750 |       |        | 1.8 | 0.4  |     |     |     | 2.0 | 2.8 |
| 1973-74   | 25   | K.City-Omaha            | NBA  | 45  |     | 10.3 | 1.9 | 3.9 | .489 |    |     |     | 0.9 | 1.5 | .609 | 0.6   | 1.1    | 1.7 | 0.4  | 0.3 | 0.1 |     | 1.5 | 4.8 |
| 1974-75   | 26   | TOTAL                   | NBA  | 48  |     | 9.3  | 1.4 | 3.5 | .404 |    |     |     | 0.6 | 1.1 | .596 | 0.7   | 1.4    | 2.1 | 0.4  | 0.2 | 0.2 |     | 1.5 | 3.4 |
| 1974-75   | 26   | Kansas City-Omaha Kings | NBA  | 21  |     | 8.3  | 1.5 | 3.7 | .410 |    |     |     | 0.5 | 1.0 | .550 | 0.7   | 1.2    | 1.9 | 0.4  | 0.2 | 0.2 |     | 1.4 | 3.6 |
| 1974-75   | 26   | Philadelphia 76ers      | NBA  | 27  |     | 10.0 | 1.3 | 3.3 | .398 |    |     |     | 0.7 | 1.2 | .625 | 0.8   | 1.5    | 2.3 | 0.4  | 0.1 | 0.1 |     | 1.6 | 3.3 |
| Total     |      |                         | NBA  | 120 |     | 10.0 | 1.6 | 3.7 | .434 |    |     |     | 0.8 | 1.3 | .637 | 0.7   | 1.3    | 1.9 | 0.5  | 0.2 | 0.1 |     | 1.6 | 4.0 |